# Донбас (футзальний клуб)
«Донбас»  — український футзальний клуб з міста Донецьк. У 1993—2001 роках грав у Вищій лізі України з футзалу.

## Хронологія
- 1992: «Янус-Донбас» (Донецьк)
- 1993: «Донбас» (Донецьк)
- 1996: «Донбас-Інспорт» (Донецьк)
- 1997: «Донбас» (Донецьк)
- 1998: «Шахтар» (Донецьк)
- 2005: «ДЮСШ-5-Аркада» (Донецьк)
- 2007: ДЮСШ-5 (Донецьк)
- 2011: «ДЮСШ-5-Мегапром» (Донецьк)
- 2012: «Єнакієвець-2 ДЮСШ-5» (Єнакієве) — після злиття з «Єнакієвцем» (Єнакієве)

## Історія
Наприкінці 80-их років футбольна команда Миколи Хаймурзіна «СоцДонбассовец» стає переможцем турніру на Кубок Міністерства вугільної промисловості СРСР і відправилася на турнір до Югославії. Незважаючи на те, що турнір за кордоном проводився в залі, «СоцДонбассовец» його виграє. Хаймурзінов зацікавлюється футзалом і починає його популяризувати в Донецькій області України.
На початку 90-их років разом із заступником обласного спорткомітету Леонідом Васильовичем Мармазовим Хаймурзін створює асоціацію футзалу Донецької області, займається навчанням дітей та організацією турнірів. Футзальний клуб «Янус-Донбас» (Донецьк) заснований 1992 року Миколою Хаймурзіним, директором Спортивної школи № 5 «Мегапром». Клуб створили на базі школи № 5, яка виступала в аматорських турнірах під назвою «Шахтар». Команда Хаймурзінова «Янус-Донбас» бере участь в кубку України. Команда також виступає в містах регіону під назвою «Шахтар» й продовжує популяризувати футзал. В підсумку в області починають з'являтися команди вищої ліги, такі як «Гірник» (Красногорівка) і «Донбас» (Донецьк) під керівництвом Хаймурзіна, а також першоліговий «Вуглик» з Макіївки. Значно пізніше з'являються «Укрсплав», який трансформувався у флагмана вітчизняного футзалу МФК «Шахтар» (Донецьк), а також «Єнакієвець». Хаймурзін же й після завершення роботи тренером залишається беззмінним директором донецької ДЮСШ № 5, а в 2012 році головна команда його школи стає фарм-клубом «Єнакієвця».
Першим турніром для «Янус-Донбасу» стає Кубок України з футзалу 1992/93. «Янус-Донбас» успішно проходить перший і другий зональний турнір. Команда пробивається до фінальної стадії, яка проходить в Києві за участю восьми найкращих команд, де зупиняється за крок від півфіналу. За команду виступають Дмитро Толмачов, Едуард Усов, Сергій Ледовських, Анатолій Пахомов, Геннадій Ярошенко, Василь Борисов, Ігор Микицей, Роман Петров, Микола Гринь, Сергій Пєтухов, Мансур Хаймурзін (син Миколи Хаймурзіна). Тренують «Янус-Донбас» Микола Хаймурзін і Сергій Акименко. У 1993 році «Янус-Донбас» також бере участь в міжнародному турнірі «Петербурзька осінь», але не виходить у фінал, в якому московська «Діна» обіграє збірну України з футзалу.
Чемпіонат України 1993/94 «Донбас» завершує на восьмому місці. У кубку країни донецька команда поступається майбутньому володарю трофея дніпропетровської «Ніке» з рахунком 1:5. У 1994 році «Донбас» також бере участь в двох товариських турнірах: в боротьбі за «Кубок слов'янських країн» донеччани посідають друге місце, а міжнародний турнір «Біла акація», яка проходить в Одесі, «Донбас» виграє.
За підсумками наступних двох сезонів чемпіонату України «Донбас» стабільно входить до шістки найкращих команд країни: 1994/95 — 5 місце, 1995/96 — 6 місце.
Чемпіонат України 1996/97 команда проводить під назвою «Донбас-Інспорт» і займає 10 місце. До складу команди входять Валентин Авдєєв, Василь Борисов, Максим Галгала, Сергій Дремов, Костянтин Єзепко, Олександр Заблоцький, Сергій Литвинов, Олександр Проців, Андрій Савельєв, Валерій Тесленко, Дмитро Толмачов, Едуард Усов, Сергій Федоренко, Мансур Хаймурзін, Володимир Харчук, Віталій Черненко, Ігор Шабанов, Ігор Шкута і Олег Юркін. Чемпіонат країни 1997/98 «Донбас» завершує на 11-му місці.
Останні три сезони у вищій лізі команда проводить під назвою «Шахтар» (Донецьк), проте не домагається помітних успіхів, посівши в сезонах 1998/99 і 1999/2000 років 9 місце, а в сезоні 2000/01 років — 10 місце.
Починаючи з сезону 2001/02 років у чемпіонатах країни під назвою МФК «Шахтар» (Донецьк) виступає клуб під керівництвом Євгена Геллера, який раніше називався «Укрсплав».
У сезоні 2005/06 років клуб вступив у матчах першої ліги під назвою «ДЮСШ-5-Аркада» (Донецьк). У 2007 році змінив свою назву на ДЮСШ-5 (Донецьк). У сезоні 2010/11 років клуб не брав участі в матчах першої ліги. У наступному сезоні знову стартував у першій лізі, але під назвою «ДЮСШ-5-Мегапром» (Донецьк). Після закінчення матчів влітку 2012 року став фарм-клубом «Єнакієвцем» (Єнакієве), а потім виступив під назвою «Єнакієвець-2 ДЮСШ-5» (Єнакієве).

## Клубні кольори, форма
| Чорний | Помаранчевий |

Клубні кольори — оранжево-чорний. Домашні матчі гравці зазвичай грали у помаранчевих футболках, чорних шортах та оранжевих шкарпетках.

## Досягнення
- Екстра-ліга України
  - 5-те місце (1): 1994/95

- Кубок України
  - 1/4 фіналу (1): 1992/93

## Структура клубу

### Домашня арена
Домашні матчі проводив у «Спортивній залі» Донецька, який вміщує 1000 глядачів

### Спонсори
- «Інспорт»

## Відомі гравці
- Олег Безуглий
- Валентин Цвелих
- Сергій Гупаленко
- Олександр Яценко
- Олег Мірошник
- Федір Пилипів
- Олег Зозуля

## Відомі тренери
- Микола Хаймурзін (1993—2001)